# 香川県道48号善通寺詫間線
香川県道48号善通寺詫間線（かがわけんどう48ごう ぜんつうじたくません）は、香川県善通寺市から三豊市に至る県道（主要地方道）である。

## 概要

### 路線データ
- 起点：香川県善通寺市善通寺町七丁目（香川県道24号善通寺大野原線号交点）
- 終点：香川県三豊市詫間町松崎（松崎交差点、香川県道21号丸亀詫間豊浜線交点）
- 陸上距離：9.838 km

## 歴史
- 1993年（平成5年）5月11日 - 建設省から、県道善通寺詫間線が善通寺詫間線として主要地方道に指定される[1]。

## 路線状況
国道11号との重複区間（香川県善通寺市吉原町交差点 - 三豊市鳥坂交差点）は中讃と西讃を結ぶ道路の中で最も交通量が多く坂道であり、道幅が狭く、曲折していたため昔から事故が多く、鳥坂、吉原町両交差点では右折レーンが設置される以前は慢性的な渋滞がおこっていた。
平成に入って鳥坂交差点に右折レーンが設置され、吉原町両交差点では国道11号松山方面から本路線に入ることが禁止された。本路線に入るにはその数百メートル先の右折用信号がつけられた吉原町東交差点を右折して連絡路に入り、その先の三井之江東交差点で左折することになった。しかし吉原町交差点で右折してしまう（あるいは故意に右折する）車も多かった。
その後吉原町交差点にも右折レーンが設置され再び右折できるようになった。また、国道11号の鳥坂交差点の1つ松山側の道免交差点から高松方面へのハーフインターチェンジである高松自動車道三豊鳥坂ICができるなど以前よりスムーズに通行できる。

### 重複区間
- 国道11号（善通寺市吉原町・吉原町交差点 - 三豊市三野町大見乙・鳥坂交差点）
- 香川県道221号宮尾高瀬線（三豊市三野町大見乙 地内）

### 道路施設

#### 道の駅
- ふれあいパークみの（三豊市）

## 地理

### 通過する自治体
- 善通寺市
- 三豊市

### 交差する道路
- 香川県道24号善通寺大野原線（香川県善通寺市、起点）
- 香川県道212号多度津善通寺線（香川県善通寺市善通寺町）
- 国道11号（香川県善通寺市吉原町・吉原町交差点）
- 国道11号（香川県三豊市三野町大見乙・鳥坂交差点）
- 香川県道221号宮尾高瀬線（香川県三豊市三野町大見乙）
- 香川県道221号宮尾高瀬線（香川県三豊市三野町大見乙）
- 香川県道21号丸亀詫間豊浜線（香川県三豊市・松崎交差点、終点）

### 峠
- 鳥坂峠（善通寺市 - 三豊市）